# Sithon chitra
Sithon chitra är en fjärilsart som beskrevs av Thomas Horsfield 1829. Sithon chitra ingår i släktet Sithon och familjen juvelvingar. Inga underarter finns listade i Catalogue of Life.